# Kanton Chiarumani
Der Kanton Chiarumani (auch: Chairumani) ist ein Verwaltungsbezirk im Departamento La Paz im südamerikanischen Anden-Staat Bolivien.

## Lage im Nahraum
Der Kanton Chiarumani ist einer von zwölf Cantones des Landkreises (bolivianisch: Municipio) Patacamaya in der Provinz Aroma und liegt im nordöstlichen Teil des Landkreises. Es grenzt im Norden und Osten an die Provinz Loayza, im Nordwesten an den Kanton Viscachani, im Westen an den Kanton Villa Concepción de Belén, im Süden an den Kanton Chacoma, und im Südosten an den Kanton Colchani.
Der Kanton erstreckt sich zwischen 17° 08' und 17° 12' südlicher Breite und 67° 46' und 67° 55' westlicher Breite, er misst von Norden nach Süden bis zu sieben Kilometer und von Westen nach Osten bis zu fünfzehn Kilometer. Der Kanton hat zehn Ortschaften (localidades), zentraler Ort ist Chiarumani mit 494 Einwohnern (2012) im westlichen Teil des Kantons.

## Geographie
Der Kanton Chiarumani liegt auf der bolivianischen Hochebene zwischen den Anden-Gebirgsketten der Cordillera Occidental im Westen und der Cordillera Central im Osten. Das Klima der Region ist ein typisches Tageszeitenklima, bei dem die Schwankungen der mittleren Tagestemperaturen deutlicher ausfallen als die Temperaturschwankungen zwischen den Jahreszeiten.
Die Jahresdurchschnittstemperatur der Region liegt bei etwa 7 °C, die Monatswerte schwanken nur unwesentlich zwischen 4 °C im Juni/Juli und 9 °C im November/Dezember (siehe Klimadiagramm Patacamaya). Der Jahresniederschlag beträgt 460 mm, die Monatsniederschläge liegen zwischen unter 10 mm von Mai bis August und bei 110 mm im Januar.

## Bevölkerung
Die Einwohnerzahl des Kanton ist zwischen den beiden letzten Volkszählungen geringfügig zurückgegangen:
| Jahr | Einwohner | Quelle           |
| ---- | --------- | ---------------- |
| 1992 | 954       | Volkszählung     |
| 2001 | 929       | Volkszählung     |
| 2012 | .         | noch keine Daten |

Die Region weist einen hohen Anteil an Aymara-Bevölkerung auf, im Municipio Patacamaya sprechen 83,2 % der Bevölkerung die Aymara-Sprache.

## Gliederung
Der Kanton Chiarumani gliedert sich in die folgenden fünf Unterkantone (vicecantones):
- Vicecantón Sindicato Agrario Chiarumani – 5 Ortschaften – 312 Einwohner (2001)
- Vicecantón Chiarumani – 2 Ortschaften – 340 Einwohner
- Vicecantón Muruchapi – 1 Ortschaft – 169 Einwohner
- Vicecantón Quishuarani – 1 Ortschaft – 52 Einwohner
- Vicecantón Tiracoma – 1 Ortschaft – 56 Einwohner